# Олаварија
Олаварија (шп. Olavarría) је град у Аргентини у покрајини Буенос Ајрес. Према процени из 2005. у граду је живело 102.055 становника.

## Становништво
Према процени, у граду је 2005. живело 102.055 становника.
| 1980.  | 1991.  | 2001.  |
| ------ | ------ | ------ |
| 64.097 | 75.714 | 83.738 |